# Torkel Franzén
Torkel Franzén (1 april 1950 - 19 april 2006) was een Zweeds academicus, die verbonden was aan de faculteit voor Informatica en Elektrotechniek van de Luleå Universiteit voor Technologie in Zweden. Hij werkte op de gebieden van de wiskundige logica en de informatica. Hij stond bekend voor zijn werk over de onvolledigheidsstellingen van Gödel en voor zijn bijdragen aan Usenet Hij was actief in de online sciencefiction fan community en gaf zelfs zijn eigen elektronische uitgegeven fanzine, frotz op zijn vijftigste verjaardag uit. Hij stierf op de leeftijd van 56 jaar aan botkanker.

## Geselecteerde werken
- (en)  Gödel's Theorem: An Incomplete Guide to its Use and Abuse (De stelling van Gödel: een onvolledige gids voor gebruik en misbruik), Wellesley, Massachusetts: A K Peters, Ltd., 2005. x + 172 pp. ISBN 1-56881-238-8.
- (en)  Inexhaustibility: A Non-Exhaustive Treatment (Onuitputtelijkheid: een niet-uitputtende verhandeling), Wellesley, Massachusetts: A K Peters, Ltd., 2004. Lecture Notes in Logic, #16, Association for Symbolic Logic. ISBN 1-56881-174-8.
- (en)  The Popular Impact of Gödel's Incompleteness Theorem (De populaire impact van Gödels onvolledigheidsstelling), Notices of the American Mathematical Society, 53, #4 (April 2006), pp. 440–443.

## Voetnoten
1. ↑  (en)  In memoriam, webpagina van de American Mathematical Society
2. ↑  frotz: een elektronisch oneshot.
3. ↑  http://groups.google.com/group/sci.logic/browse_frm/thread/8deb70503c02d63e/36847f81050c349d